# اصغر صدری
اصغر صدری (زادهٔ ۲ اکتبر ۱۹۵۷) بازیکن فوتبال بازنشستهٔ اهل ایران است.
از باشگاه‌هایی که در آن بازی کرده‌است می‌توان به باشگاه فوتبال ام‌وی‌وی ماستریخت، باشگاه فوتبال برق شیراز، و باشگاه فوتبال شاهین تهران اشاره کرد.
وی همچنین در تیم‌های ملی فوتبال جوانان ایران و ایران بازی کرده‌است.